# 佩尔·韦斯特隆德
佩尔·韦斯特隆德（瑞典語：Per Vesterlund，1969年2月13日—），瑞典男子田径运动员。他曾代表瑞典参加1996年、2000年和2004年夏季残疾人奥林匹克运动会田径比赛，获得一枚金牌、一枚银牌和一枚铜牌。